# 寇颙
寇颙（526年—583年7月30日），字遵考，上谷郡昌平县（今北京市昌平区）人，西魏、北周、隋朝官员。

## 生平
寇颙年少好学，在兄弟中最为知名。二十岁左右，寇颙在西魏以奉朝请为起家官，加威烈将军。当时宇文泰派遣寇颙和尚书卢辩等人制定北周六官制度，同时修订礼法和律法制度。魏后二年（555年），寇颙出任散骑侍郎，又出任大司寇府二命士。北周元年（557年），寇颙出任扬烈将军、左员外常侍，升任掌上士，不久加建节将军。武成二年（560年），寇颙出任前将军、左银青光禄大夫，司寇府都上士，又升任布宪大夫，很快出任小内史。周武帝谋划东征北齐时，引荐寇颙出任幕府司马，又任命为小纳言。寇颙加车骑大将军、仪同三司，出任乡伯中大夫，转任司成中大夫，加使持节、仪同大将军，专门修订国史。寇颙又转任典祀中大夫，封濩泽县开国伯，食邑六百户，加翊师大将军，外任扶风郡太守，进爵为公，食邑如故。开皇三年七月六日（583年7月30日），寇颙在京城馆舍中去世，虚岁五十八，同年十月十九日（583年11月9日）葬于洛阳北邙山。

## 家庭

### 高祖
- 寇修之，前秦东莱郡太守，北魏追赠秦州刺史，诏令秦雍二州立碑，谥号哀公[3]

### 曾祖
- 寇讚，北魏安南将军、南雍州刺史、领南蛮校尉、河南公、谥号宣穆公[3]

### 祖父
- 寇臻，北魏龙骧将军、监安远府诸军事、幽郢二州刺史、谥号威公[3]

### 父亲
- 寇俊，东魏南中郎将、梁洛二州刺史、颍川郡开国公，北周开府、秘书监、西安县开国子，赠冀定瀛三州诸军事、冀州刺史、谥号元公[3]

### 兄弟姐妹
- 寇郁，西魏丞相府属
- 寇奉叔，隋朝使持节、仪同大将军、襄邑郡太守、昌国惠伯

### 夫人
- 河东裴氏，封闻喜郡君[3]

### 子女
- 寇𢢩，长子[3]
- 寇靖姝，长女[3]
- 寇靖媛，第二女[3]